# پاولو خنکین
پاولو خنکین (به انگلیسی: Pavlo Khnykin) (زادهٔ ۵ آوریل ۱۹۶۹) شناگر اهل اوکراین است.